# Bridgmanit
Bridgmanit ist ein Mineral aus der Gruppe der Silikat-Perowskite. Es kristallisiert im orthorhombischen Kristallsystem mit der chemischen Zusammensetzung MgSiO3 und zählt aufgrund seiner Perowskit-Struktur zu den Oxiden und damit zur Mineralklasse der „Oxide und Hydroxide“.
Bridgmanit ist ein sehr häufiges Mineral im unteren Erdmantel. An der Erdoberfläche fand er sich jedoch bisher nur in Form mikrokristalliner Körner als Einschlüsse in einem in Australien niedergegangenen Meteoriten.

## Etymologie und Geschichte
Benannt wurde Bridgmanit nach dem 1946 für seine Pionierarbeit auf dem Gebiet der experimentellen Hochdruckphysik mit dem Nobelpreis ausgezeichneten Physiker Percy Williams Bridgman.
Die kristalline Struktur des Minerals wurde bereits 1974 erstmals durch Untersuchungen an in Hochdruckpressen synthetisch hergestellten Proben ermittelt. Direkte Untersuchungen an natürlichen Mineralproben scheiterten allerdings bisher daran, dass das Mineral in der Erde erst ab einer Tiefe von rund 660 Kilometern im unteren Erdmantel vorkommt.
Erst die Entdeckung einer natürlichen Probe in einem Bruchstück des Tenham-Meteoriten, der 1879 nahe der Tenham-Station in der Region Charters Towers Queensland in Australien niederging, und Untersuchung durch Forscher um Oliver Tschauner von der University of Nevada und Chi Ma am California Institute of Technology führten schließlich zur offiziellen Anerkennung des Minerals durch die Commission on new Minerals, Nomenclature and Classification (CNMNC) der International Mineralogical Association (IMA).
Bruchstücke des Tenham-Meteoriten werden im National Museum of Natural History der Smithsonian Institution (Katalog-Nr. USNM 7703) aufbewahrt.

## Klassifikation
Die strukturelle Klassifikation der International Mineralogical Association (IMA) zählt den Bridgmanit zur Gruppe der stöchiometrischen Einfachperowskite der Perowskit-Supergruppe. Hier bildet er zusammen mit Hiroseit und Davemaoit die Bridgmanit-Untergruppe.
Bridgmanit wurde erst 2014 als eigenständiges Mineral von der IMA anerkannt und publiziert. Eine genaue Gruppen-Zuordnung in der 9. Auflage der Strunz’schen Mineralsystematik, deren letzte Aktualisierung mit der Veröffentlichung der IMA-Liste der Mineralnamen 2009 vorgenommen wurde, ist daher bisher nicht bekannt. Aufgrund seiner nahen Verwandtschaft mit den Mineralen Perowskit (System-Nr. 4.CC.30) und Akimotoit (seit 2014 bei den Oxiden in der neu definierten Ilmenit-Gruppe 4.CB. eingeordnet), wird Bridgmanit vermutlich ebenfalls in eine der Unterabteilungen innerhalb der Abteilung der „Oxide mit dem Stoffmengenverhältnis Metall : Sauerstoff = 2 : 3, 3 : 5 und vergleichbare“ eingeordnet.
Im zuletzt 2018 überarbeiteten und aktualisierten Lapis-Mineralienverzeichnis nach Stefan Weiß, das sich aus Rücksicht auf private Sammler und institutionelle Sammlungen noch nach der klassischen Systematik von Karl Hugo Strunz in der 8. Auflage richtet, erhielt das Mineral die System- und Mineral-Nr. VIII/F.02-36. In der „Lapis-Systematik“ entspricht dies der Klasse der „Silikate und Germanate“ und dort der Abteilung „Ketten- und Bandsilikate“, wo Bridgmanit zusammen mit Akimotoit, Donpeacorit, Enstatit, Ferrosilit, Nchwaningit und Protoenstatit die Gruppe der „Orthopyroxene“ bildet.

## Kristallstruktur
Bridgmanit kristallisiert orthorhombisch in der Raumgruppe Pnma (Raumgruppen-Nr. 62) mit den Gitterparametern a = 5,02 ± 0,03 Å; b = 6,90 ± 0,03 Å und c = 4,81 ± 0,02 Å sowie einem Zellvolumen von 167 ± 2 Å3.

## Modifikationen und Varietäten

Druck-Temperatur-Phasendiagramm für die Verbindung MgSiO_{3}

Die Verbindung MgSiO3 ist polymorph und kommt neben dem orthorhombisch kristallisierenden Bridgmanit (Perowskitstruktur) noch als trigonal kristallisierender Akimotoit mit Ilmenitstruktur, tetragonal oder kubisch als Majorit mit Granatstruktur, monoklin als Klinoenstatit und orthorhombisch als Orthoenstatit mit Pyroxenstruktur vor.

## Bildung und Fundorte

Molares Volumen als Funktion des Drucks für Bridgmanit bei Raumtemperatur

Bridgmanit bildet sich im unteren Erdmantel, wo er bei Temperaturen von ca. 1800 °C und Drücken von über 240.000 bar (24 GPa) entsteht. Das Mineral ist mit einem Anteil von 38 Prozent an der Gesamtmasse das häufigste der Erde, kommt jedoch aufgrund seiner Bildungsbedingungen an der Erdoberfläche nicht vor.
Der einzige Fund natürlich gebildeten Bridgmanits außerhalb des Erdmantels ist der in Australien entdeckte Tenham-Meteorit. Die Energie beim Einschlag des Meteoriten hatte mit den Verhältnissen im Erdmantel vergleichbare Bedingungen geschaffen, durch die das Mineral entstanden war. Im Tenham-Meteorit trat Bridgmanit in Paragenese mit Akimotoit auf. 2018 konnte das Mineral außerdem in winzigen Diamanten nachgewiesen werden.